# 포팅어산

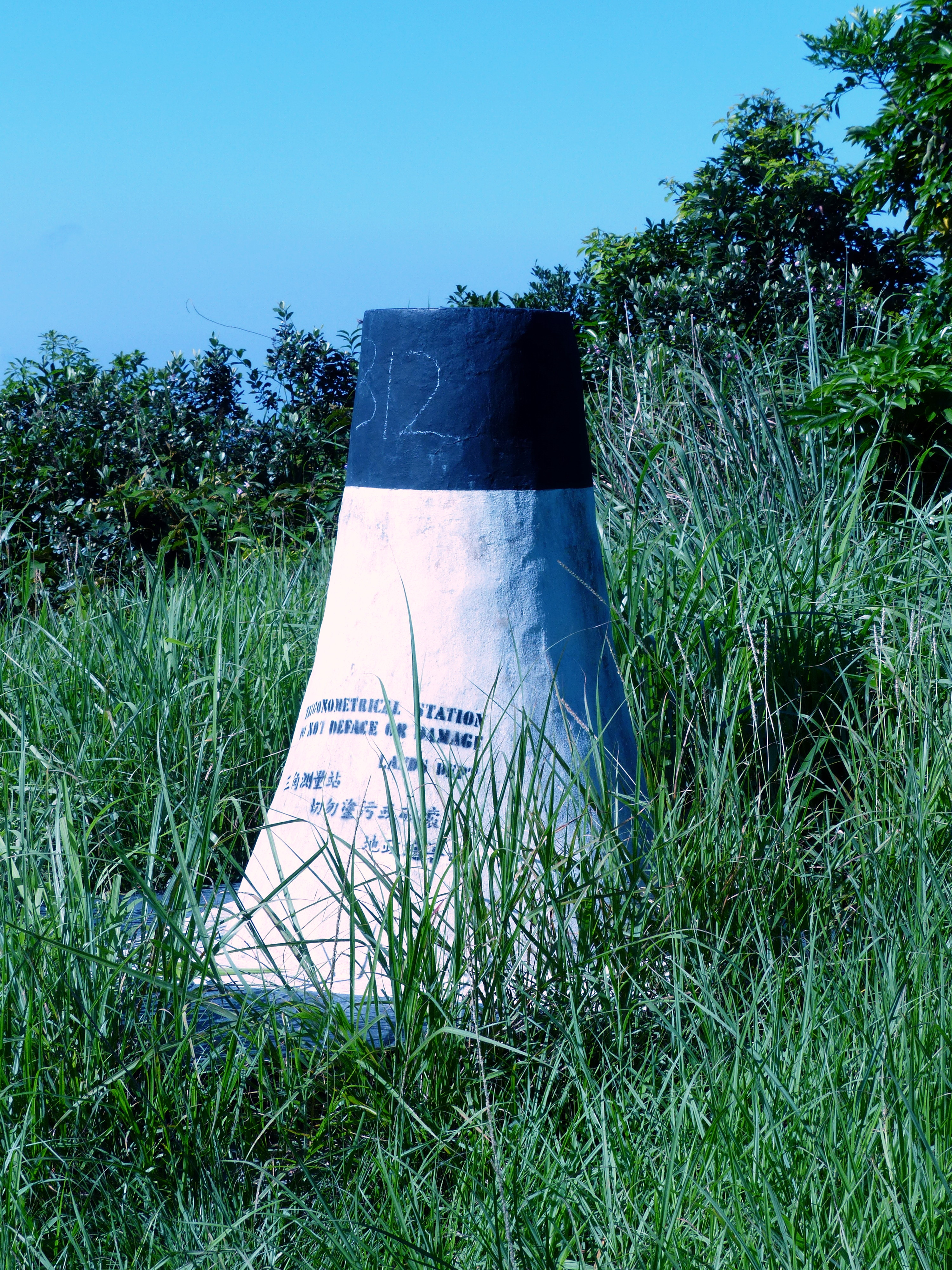
포팅어산

포틴저산(Pottinger Peak, 砵甸乍山)은 홍콩섬 동쪽에 있는 산으로 차이완과 슈사이완 남쪽과 빅 웨이브 베이 북쪽에 있다. 홍콩 총독 헨리 포팅어의 이름을 딴 산으로 높이는 312m다.